# Beluvalli, Arsikere
Beluvalli là một làng thuộc tehsil Arsikere, huyện Hassan, bang Karnataka, Ấn Độ.